# Гартманнсдорф-бай-Кірхберг
Гартманнсдорф-бай-Кірхберг (нім. Hartmannsdorf bei Kirchberg) — громада в Німеччині, розташована в землі Саксонія. Входить до складу району Цвікау. Складова частина об'єднання громад Кірхберг.
Площа — 27,13 км2. Населення становить 1378 ос. (станом на 31 грудня 2020).